# Testosteron-17β-Dehydrogenase
Die Testosteron-17β-Dehydrogenase (17β-HSD-3) ist das Enzym, das den letzten Schritt in der Biosynthese von Testosteron katalysiert, die Hydrierung von Androstendion. Die Reaktion findet in Wirbeltieren und manchen Wirbellosen statt, homologe Proteine finden sich aber auch in Parasiten und Pilzen. Mutationen im HSD17B3-Gen können zu 17β-HSD-3-Mangel und dieser zu einer Form des Pseudohermaphroditismus masculinus führen.

## Katalysierte Reaktion
+ NADPH/H+ ⇔  + NADP+
Androstendion wird zu Testosteron reduziert.